# Hartmann IV. von Kyburg

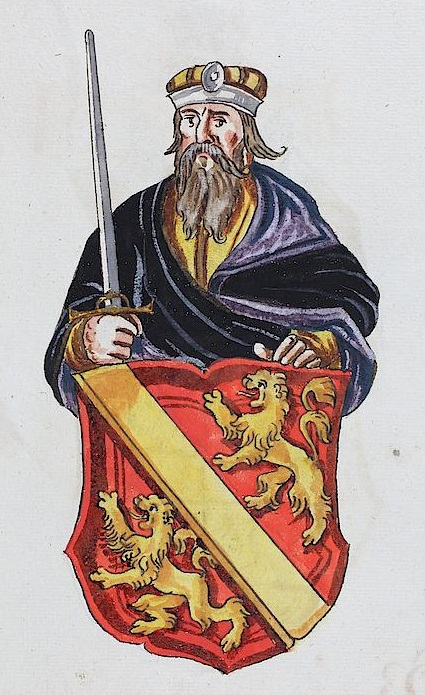
Fiktives Porträt von Hartmann IV. aus dem Jahr 1800, mit dem Wappen der Kyburger

Hartmann IV. von Kyburg «der Ältere» († 27. November 1264) war ab 1213 Graf von Kyburg und ab 1229 das Oberhaupt der Dynastie. Er gründete die Städte Aarau und Mellingen AG, möglicherweise auch Zug, ferner die Klöster Töss, St. Katharinental, Fraubrunnen und Paradies. Mit seinem Tod starben die Kyburger 1264 im Mannesstamm aus, und die Grafschaft Kyburg fiel grösstenteils an die Habsburger.

## Herkunft
Nach dem Aussterben der Grafen von Lenzburg waren die Grafen von Kyburg 1172/1173 in den Besitz weitreichender Lenzburger Allodien, darunter im Gaster, am Walensee, um Baden, Schänis und Beromünster, gekommen. Bei der Geburt Hartmanns des Älteren gehörten die Kyburger somit bereits zu den mächtigsten Adelsgeschlechtern in der Ostschweiz.
Hartmann der Ältere war der zweite Sohn von Graf Ulrich III. von Kyburg († 1227) und Anna von Zähringen († 1226), Tochter von Herzog Berthold IV. von Zähringen († 1186) und Schwester des «letzten» Zähringers Berthold V. († 1218). Er hatte zwei Brüder:
- Werner I. (auch Wernher, † 1228), der ältere Bruder, nahm am Kreuzzug Friedrichs II. teil und starb im Herbst 1228 in Akkon. Seiner Ehe mit Alice von Lothringen entstammten drei Kinder:
  - Hartmann V. «der Jüngere» († 1263) heiratete in erster Ehe Anna von Rapperswil († 1253). Der dieser Verbindung entstammende Sohn Werner II. starb noch als Kind. In zweiter Ehe heiratete er 1254 Elisabeth von Chalon († 1275). Die Tochter Anna begründete mit ihrem Mann Eberhard I. von Habsburg-Laufenburg († 1284) 1273 das Haus Neu-Kyburg. Ein weiterer Sohn starb kurz nach seiner Geburt 1264.
  - Clementia wurde mit Rudolf I. von Montfort-Werdenberg († 1243) verheiratet. Ihr Sohn Hugo I. war Graf von Werdenberg.
  - Adelheid (auch Udelhild) wurde mit Friedrich III. von Leiningen († 1287) verheiratet. Ihr Sohn Friedrich IV. war Graf von Leiningen.
- Ulrich IV. († 1237), der jüngere Bruder, war um 1223 Domherr von Basel, 1229 Domherr von Konstanz, 1231 Probst von Beromünster und schliesslich ab 1233 Bischof von Chur. Es war üblich, dass der dritte Sohn zu einer geistlichen Lebensbahn bestimmt wurde, um ihn von der Erbfolge auszuschliessen.

Ferner hatte Hartmann der Ältere drei Schwestern:
- Hedwig (auch Heilwig, † 1263) wurde 1217 mit Albrecht IV. von Habsburg († 1239) verheiratet. Der Ehe entstammten fünf Kinder:
  - Rudolf IV. (1218–1291) war ab 1240 Graf von Habsburg und ab 1273 als Rudolf I. römisch-deutscher König.
  - Albrecht V. († 1256) wurde Geistlicher.
  - Hartmann starb vermutlich bereits vor 1253.
  - Kunigunde wurde in zweiter Ehe mit Otto II. von Ochsenstein verheiratet. Ihr Sohn Otto IV. war Herr von Ochsenstein.
  - Eine weitere Tochter unbekannten Namens war Nonne im Kloster Adelhausen.
- Mechthild wurde mit Rudolf VII. von Rapperswil verheiratet, war ab 1231 verwitwet und ging dann vermutlich in ein Kloster.
- Adelheid wurde mit Gerhard IV. († 1244), Graf von Tollenstein (Dollnstein) und Hirschberg, verheiratet.

## Leben

### Jugend
Das Geburtsdatum Hartmanns IV. ist unbekannt. Erstmals werden er und sein älterer Bruder Werner I. in einer Urkunde von 1213 als Grafen von Kyburg erwähnt. Wie im Mittelalter üblich waren die beiden Jünglinge schon früh in die Amtsgeschäfte des Vaters Ulrich III. eingebunden. So ist Hartmann im Jahr 1216 mehrfach im kaiserlichen Gefolge von Friedrich II. bezeugt, was darauf hinweist, dass die Kyburger im ständig schwelenden Streit zwischen Kirche und Kaiser im frühen 13. Jahrhundert noch zur staufischen Partei gehörten. Um 1225 gründete Ulrich III. zusammen mit seinen beiden Söhnen das Chorherrenstift Heiligenberg bei Winterthur.

Am 18. Februar 1218 starb Berthold V. von Zähringen in Freiburg im Breisgau. Dessen Schwester war Hartmanns Mutter Anna von Zähringen, und seinem Vater Ulrich III. gelang es, sich die linksrheinischen Besitzungen aus der Zähringer Erbmasse zu sichern. Damit vergrösserte sich der Kyburger Herrschaftsbereich massiv. Das neu erworbene Gebiet umfasste Teile des Zürichgaus und des Aargaus, ferner die Städte Freiburg im Üechtland, Thun und Burgdorf.

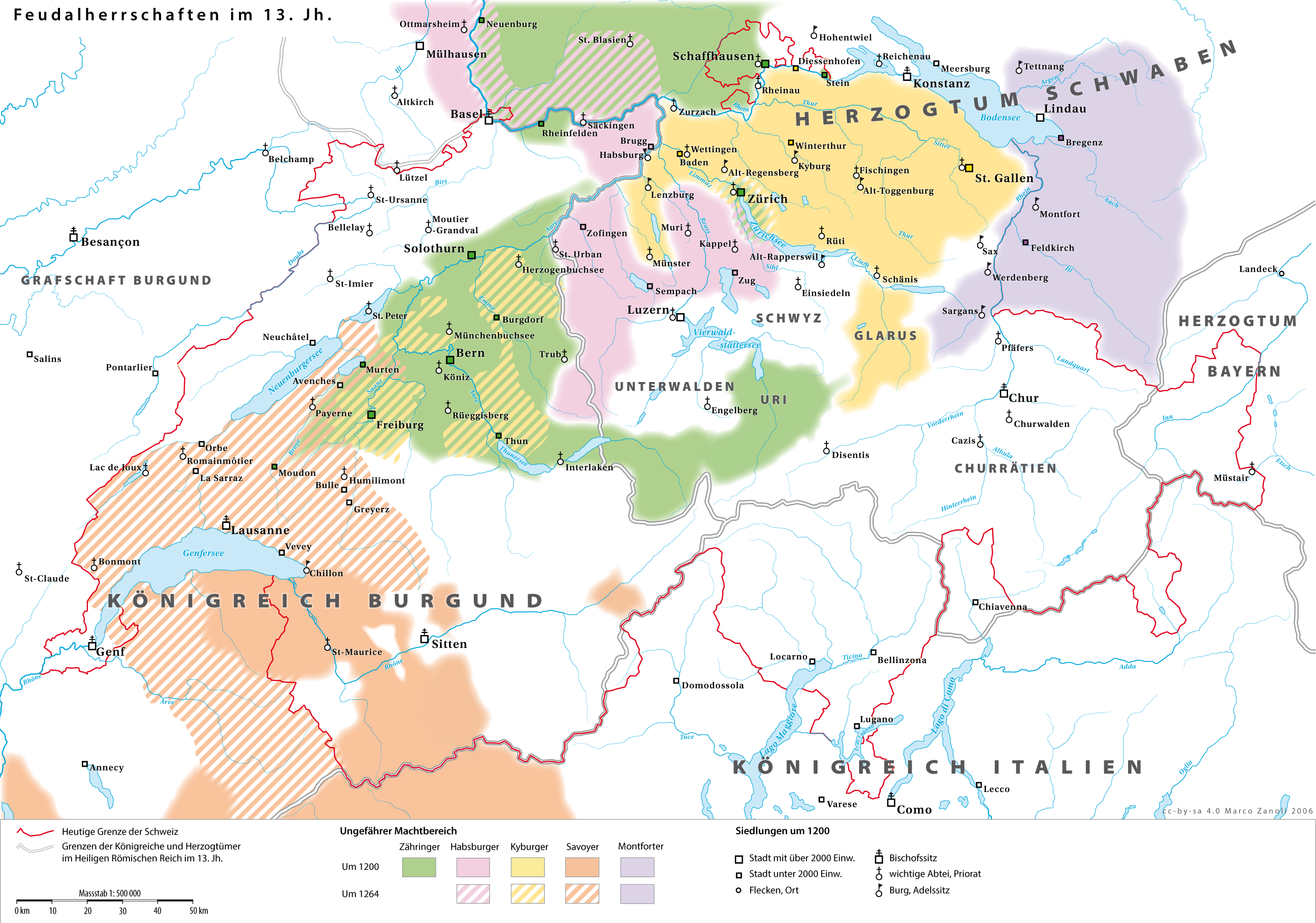
Die Adelsherrschaften in der Schweiz im 13. Jahrhundert – gelb der Machtbereich der Kyburger um 1200, gelb schraffiert der Zuwachs durch das Zähringer Erbe (um 1254)

Wenige Monate nach Antritt des Zähringer Erbes arrangierte Ulrich III. eine Ehe zwischen seinem Sohn Hartmann und Margarete von Savoyen (auch Margaretha, † 1273), der Tochter des Grafen von Savoyen Thomas I. (1177–1233). Die Hochzeit fand am 1. Juni 1218 auf dem neu erworbenen savoyischen Territorium nördlich des Genfersees, in Moudon im heutigen Kanton Waadt, statt und wurde von Hartmanns Mutter Anna von Zähringen, seinem Bruder Werner und seinem Onkel Albrecht IV. von Habsburg bezeugt. Beide Parteien versprachen sich von dem dadurch gestifteten Bündnis günstige Konditionen für ihre künftige politische Entwicklung. Die Kyburger erhofften sich, ihre stark umstrittenen neuen Zähringer Besitzungen zu stabilisieren und vor Zugriffen der Savoyer, des mächtigsten Konkurrenten in der Westschweiz, zu schützen. Die Savoyer, die zuvor über 20 Jahre im Streit mit den Zähringern gelegen hatten, gewannen einen Freund in der Region, der zumindest für den Moment nicht gegen ihre Expansionsgelüste opponieren würde, und konnten ihren Hauptgegner im Waadtland, den Bischof von Lausanne, politisch isolieren. Gewiss spekulierten beide Seiten auch auf etwaige künftige Erbvorteile. Die Eltern statteten das junge Brautpaar mit reichlichen Geschenken aus: Thomas I. gelobte eine Mitgift von 2000 Mark Silber. Ulrich III. vermachte seinem Sohn diverse Westschweizer Besitzungen, darunter Jegenstorf, Münsingen und die Burg Oltigen im heutigen Kanton Bern, und bestimmte Freiburg im Üechtland zu seinem Erbteil. Damit war die Erbteilung zwischen den beiden Brüdern bereits vorgeprägt: Werner I. sollte dereinst die Ostschweizer Besitzungen um die Stammlande bei Winterthur, Hartmann die «Zähringer» Gebiete in der Westschweiz übernehmen. Es kam aber ganz anders.

### Regierungszeit als Kyburger Oberhaupt (1229–1250)

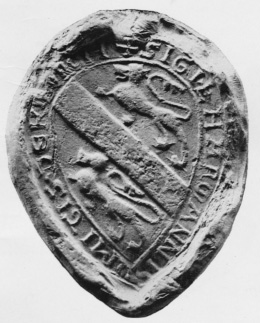
Siegel von Hartmann IV. (1223)

In den Jahren 1226 und 1227 starben kurz nacheinander Hartmanns Mutter Anna und sein Vater Ulrich. 1228 begab sich sein Bruder Werner I. auf den Kreuzzug Friedrichs II. und fiel noch im selben Jahr in Akkon. Als einzigen männlichen Erben hinterliess er seinen Sohn Hartmann V., der damals noch ein Kind war. Er wird zur besseren Unterscheidung mit seinem Onkel auch «der Jüngere» genannt. Es wird eine Weile gedauert haben, bis die Schreckensnachricht über die Alpen gelangte. Ab 1229 ist Hartmann der Ältere jedenfalls als Vormund seines Neffen bezeugt. Er übernahm damit de facto auch den Herrschaftsteil seines Bruders im Osten und stieg unerwartet zum Oberhaupt der Kyburger auf. In den kommenden zwei Jahrzehnten entfaltete er als quasi Alleinherrscher eine rege Tätigkeit und traf dabei wiederholt erratisch wirkende Entscheidungen, die in ihrem Kontext aber durchaus rational erklärt werden können.

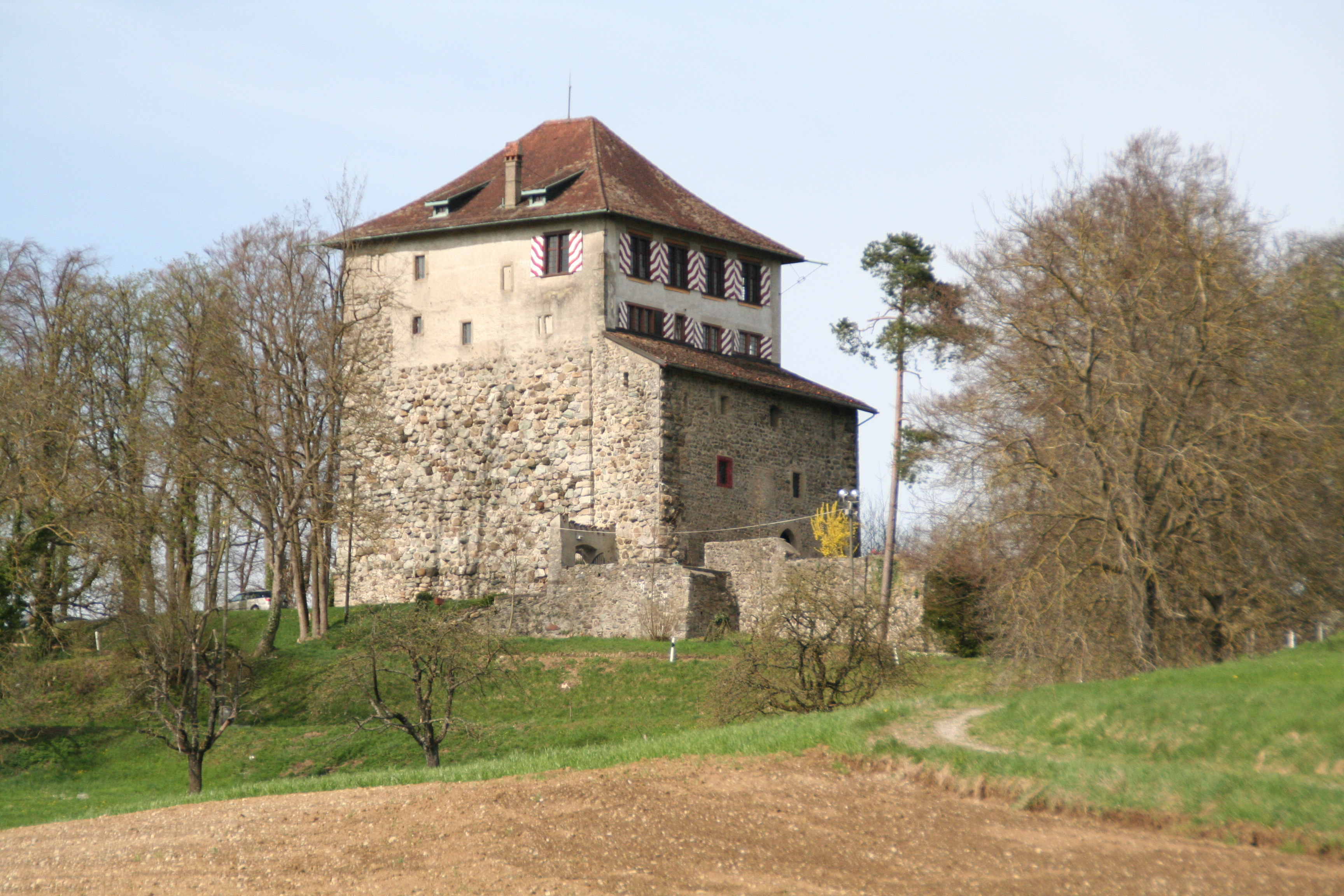
Schloss Mörsburg in Winterthur, Residenz von Hartmann IV. ab 1244

Der Tod Werners I. hatte territoriale Gelüste bei den anderen ostschweizerischen Agenten, insbesondere bei den mit den Kyburgern verwandten Habsburgern und den Staufern und ihren Parteigängern, geweckt. Bereits 1230 begann Hartmann, seiner Frau Margarete umstrittene Kyburger Güter in der Ostschweiz als Witwengut zu überschreiben. Bis 1244 sind 15 Urkunden mit solchen Übertragungen überliefert. Damit wollte er die Besitzungen vor den im Raum stehenden konkurrierenden Ansprüchen absichern, denn sie waren nun zusätzlich von den Savoyern gedeckt. Dabei liess er es aber nicht bewenden. Am 25. April 1244 übertrug Hartmann mit dem formellen Einverständnis seines Neffen die östlichen Besitzungen unter anderem in den Stammlanden um Winterthur (die Stadt Winterthur, das Stammschloss Kyburg, Burg Liebenberg, Schloss Mörsburg) und im Gasterland (Burg Wandelberg, Schänis) dem Bischof von Strassburg Berthold I. von Teck, um sie als Lehen wieder zurückzuerhalten. Sie waren so dauerhaft in Strassburger Lehen verwandelt und offiziell Kirchengut, das vor fremdem Zugriff besser geschützt war. Ausserdem konnte es auch an weibliche Nachkommen weitergegeben werden. Hartmann hatte seine Besitztümer geschickt konsolidiert. Um seinen Herrschaftsanspruch auch symbolisch zu unterstreichen, verlegte er 1244 seinen Regierungssitz wieder in den Osten. Schon 1242/1243 liess er das Schloss Mörsburg bei Winterthur umbauen. Er residierte in der Folge hauptsächlich hier und im Stammschloss Kyburg.
Die Übertragung seines Besitzes an die Kirche markierte auch Hartmanns schrittweisen Seitenwechsel im Streit zwischen Papst und Kaiser seit den 1230er Jahren. Im Jahr 1233 nahm Papst Gregor IX. (1227–1241) Hartmann «in Anerkennung von dessen Bemühungen um die Ausrottung der Ketzer» in seinen Schutz. Ferner verlieh er ihm und seinem Neffen die Vogteien über das Kloster Interlaken, das Kloster Rüeggisberg und die Städte Bern und Murten. Es handelte sich dabei um noch ausstehende Gebiete und Rechte aus dem Zähringer Erbe. Im Streit zwischen Friedrich II. und Papst Innozenz IV. spielte Hartmann schliesslich ab 1243 eine führende Rolle in der päpstlichen, antistaufischen Partei in der Region.
Daneben trat Hartmann auch als Stadt- und Klostergründer hervor. Bereits zu Beginn seiner Herrschaft (um 1230) gründete er als strategische Brückensiedlung zwischen Baden und Lenzburg, die 1173 als Lenzburger Erbe an die Kyburger gegangen waren, die Stadt Mellingen. Zur selben Zeit legte er bei Schloss Lenzburg eine Marktsiedlung an. Zwischen 1240 und 1250 gründete er zusammen mit seinem Neffen am Südufer der Aare die Stadt Aarau. In der älteren Literatur wird er auch als Gründer der Stadt Zug gehandelt, was aber umstritten ist, zumal sich keine zeitgenössischen Quellen dazu finden.
1233 stiftete er mit der Schenkung von Hofstatt und Mühle bei der Tössbrücke das Kloster Töss bei Winterthur. Die Gründung wurde am 19. Dezember 1233 vom Bischof von Konstanz Heinrich von Tanne bestätigt. 1242 stiftete er Grund und Boden zur Gründung des Klosters St. Katharinental bei Diessenhofen im Thurgau. Das Kloster hatte seinen Ursprung in einer Gemeinschaft von Beginen, die um 1230 von Winterthur nach Diessenhofen gezogen waren. 1245 wurden die beiden Frauenklöster von Papst Innozenz IV. in den Dominikanerorden inkorporiert.
1246 stiftete er gemeinsam mit seinem Neffen auch im westlichen Herrschaftsbereich ein Kloster. Zur Gründung des Zisternzienserinnenklosters Fraubrunnen im heutigen Kanton Bern vergaben die beiden ihr Eigengut Mülinen (die Siedlung ist heute verschwunden) und wurden Schirmvögte.

### Regierungsteilung mit Hartmann V. (1250–1263)
Inzwischen war Hartmanns Neffe Hartmann V. der Jüngere erwachsen geworden und hatte sich zunehmend von seinem Onkel emanzipiert. Seit 1241 stellte er selbst Urkunden aus. 1248 heiratete er Anna, möglicherweise eine Tochter von Graf Rudolf IV. von Rapperswil. Der dieser Ehe entspringende, nach seinem Vater benannte Sohn Werner II. starb wenige Jahre nach der Geburt.
Um 1250 wurde die Kyburger Herrschaft geteilt: Hartmann der Ältere übernahm das ursprünglich für seinen Bruder vorgesehene Ostschweizer Gebiet östlich der Reuss mit seinem Regierungssitz bei Winterthur, Hartmann der Jüngere die Gebiete westlich der Reuss sowie Arth und Zug.
1251 kam es zu einem Zwist zwischen den Kyburgern und dem Schwager Hartmanns des Älteren, Peter II. von Savoyen (dem Bruder von Margarete von Savoyen). Dieser hatte seit 1234 im Gebiet des Genfersees eine eigene Herrschaft etabliert und stetig ausgebaut. Infolge seiner Expansion nach Osten geriet er nun in Streit mit Murten und Bern, mit Freiburg im Üechtland kam es vielleicht sogar zu kriegerischen Handlungen. Im Oktober 1251 wandte sich Peter II. brieflich von La Chambre aus an seinen Bruder Philipp, der sich gerade im Waadtland aufhielt, und bat ihn darum, allfällige Freiburger Vorstösse in savoyisches Gebiet unverzüglich militärisch zu vergelten. Die Freiburger wiederum wandten sich hilfesuchend an ihren Landesherrn Hartmann den Älteren, der sich daraufhin zusammen mit seiner Frau zu Peter II. aufmachte, um mit ihm zu verhandeln. 1252 kehrte Peter an den Hof Heinrichs III. in England zurück. Hartmann der Jüngere entzog seinem weniger resoluten Onkel daraufhin die Mitherrschaft an Freiburg und eroberte 1253 Laupen, Forst, Rüeggisberg und Grasburg.
1253 starb die Gattin Hartmanns des Jüngeren Anna. Noch im selben Jahr oder spätestens 1254 ging er eine zweite Ehe mit Elisabeth von Chalon ein, der Tochter von Hugo von Chalon, Pfalzgraf von Burgund (Franche-Comté). Um diese prestigeträchtige Verbindung zu ermöglichen, erhielt die Braut als Morgengabe die Besitzungen aus dem Zähringer Erbe Burgdorf, Oltigen, Landshut, Utzenstorf und Herzogenbuchsee. 1255 übertrug ihr Hartmann der Ältere zusätzlich die Stadt Thun als Pfand. So grosse politische Vorteile diese Ehe bot, sie löste das sich immer akuter abzeichnende dynastische Problem nicht: Die Ehe Hartmanns des Älteren mit Margarete war kinderlos geblieben, und angesichts des fortgeschrittenen Alters der Gattin war kein Nachwuchs mehr zu gewärtigen. Alle Hoffnung auf einen Nachfolger ruhte deshalb auf Hartmann dem Jüngeren, das einzige zu seinen Lebzeiten geborene Kind war aber ein Mädchen: Anna von Kyburg.

### Letzte Jahre und Tod (1263–1264)

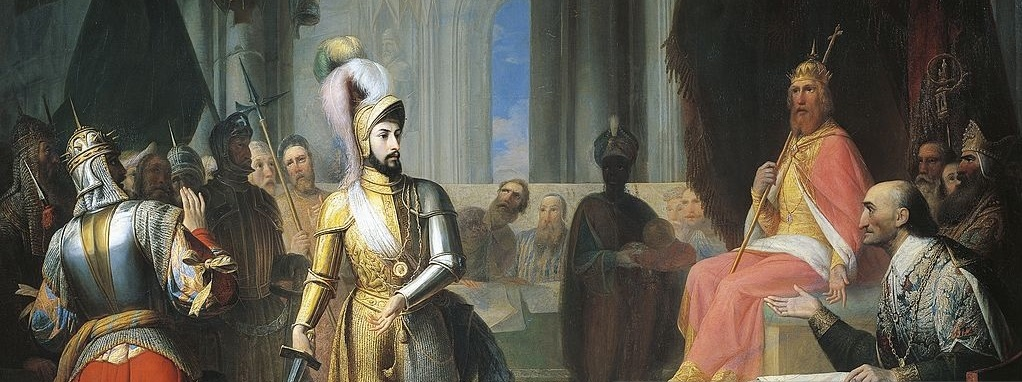
Peter II. von Savoyen und Richard von Cornwall 1263, Gemälde von Angelo Verolengo (1850)

Im September 1263 starb Hartmann der Jüngere überraschend. Die Schwangerschaft seiner Witwe gab zwar Anlass zu gelinden Hoffnungen, dass doch noch ein männlicher Kyburger Erbe erwachsen könnte, diese zerschlugen sich aber 1264 endgültig, als der nachgeborene Sohn kurz nach der Geburt starb. Ohnehin musste der selbst an der Schwelle des Todes stehende Hartmann der Ältere schon 1263 hilflos zusehen, wie sich andere Mächte um das Erbe zausten. Peter II. schwang sich zum Beschützer seiner Schwester Margarete auf und brachte im Oktober 1263 den römisch-deutschen König Richard von Cornwall, der seine Herrschaft aber nie durchzusetzen vermochte, dazu, ihm alle Reichslehen von Hartmann dem Jüngeren zu übertragen. Auf der anderen Seite erklärten sich Hugo I. von Werdenberg (der Neffe von Hartmann dem Älteren und Cousin von Hartmann dem Jüngeren), Rudolf IV. von Habsburg (der erstgeborene Sohn der Schwester Hartmanns des Älteren Hedwig) und Gottfried I. von Habsburg-Laufenburg (der Neffe von Hedwigs 1239 verstorbenem Mann Albrecht IV. von Habsburg) zu den Vormündern der Erbtochter Hartmanns des Jüngeren Anna.
Rudolf IV. agierte schnell und entschlossen. Im Januar 1264 erklärte er sich zum Schutzherrn von Freiburg im Üechtland. Kurz darauf vertrieb er die savoyischen Truppen aus Laupen und Grasburg und nahm Gümmenen ein. Der Krieg mit Savoyen dauerte noch bis 1267 an. Im Juni 1264 besetzte er Winterthur. Hartmann der Ältere hatte dem nichts entgegenzusetzen. Er gab seine Reichslehen Kempten, Glarus und Thurgau auf und bat Richard von Cornwall darum, sie seiner Gattin Margarete zu übergeben. Im November 1264 starb er mit dem gewissen Ende seiner Dynastie vor Augen. Wie auch sein Neffe wurde er im Kloster Wettingen bestattet.

## Erbe

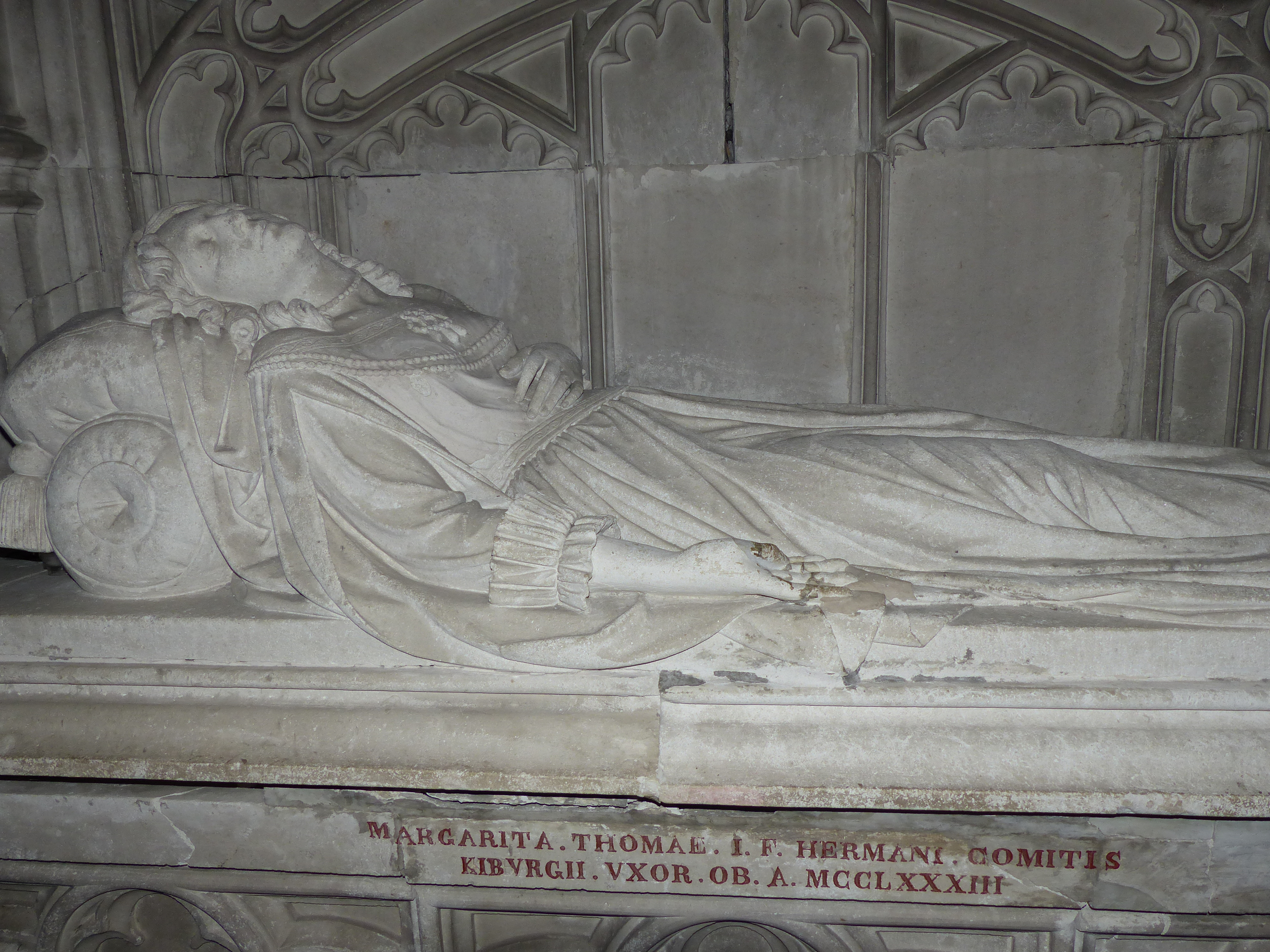
Kenotaph für Margarete von Savoyen («Marguerite de Kybourg») in der Abtei Hautecombe

Mit dem Tod des letzten Kyburgers weiteten sich die Kämpfe um das Erbe weiter aus. Hugo I. begnügte sich letzten Endes mit der Herrschaft Uster (Greifensee) und Dübendorf. Gottfried I. starb 1271. 1273 heiratete sein Bruder Eberhard I. von Habsburg-Laufenburg Anna von Kyburg und begründete damit das Haus Neu-Kyburg.
Die Witwe Hartmanns des Jüngeren Elisabeth von Chalon konnte Thun als Witwengut behaupten. Sie stiftete im November 1268 das Franziskanerkloster in Freiburg im Üechtland, in dem sie 1275 bestattet wurde. Die Grabplatte ihres Grabes ist erhalten.
Die Witwe Hartmanns des Älteren Margarete von Savoyen blieb zwar bis zu ihrem Tod im September 1273 de jure im Besitz des ihr von ihrem Mann überschriebenen Wittums, wurde von Rudolf IV. aber aus der Ostschweiz vertrieben und musste sich auf Schloss Monthey («Château-Vieux») in der Nähe des Genfersees zurückziehen. Auch eine Intervention von Papst Clemens IV., der 1265 den Abt des savoyischen Abondance als Zwischenhändler zu Rudolf schickte, vermochte an dessen Usurpation nichts zu ändern. 1266 besiegte Rudolf die päpstliche Armee. Erst als er Laupen und Grasburg an die Savoyer verlor, erklärte er sich zu Verhandlungen mit Peter II. bereit. Im 1267 auf Schloss Löwenberg bei Murten geschlossenen Friedensvertrag einigte man sich auf die Beibehaltung des Status quo. Margarete von Savoyen wurde mit den Einkünften von Konstanz und St. Gallen und 250 Mark Silber abgespeist. Nach ihrem Tod fielen ihre Besitztümer dann offiziell an Rudolf. Bestattet wurde sie in der savoyischen Abtei Hautecombe.
Rudolfs IV. anmassendes und rücksichtsloses Gebaren zahlte sich für ihn aus. Er wurde zu einem der mächtigsten Herrscher im Südwesten des Reichs und kam dadurch überhaupt erst als Prätendent auf die römisch-deutsche Krone in Frage. 1273 wurde er als Rudolf I. römisch-deutscher König und legte so den Grundstein für die spätere Weltmachtstellung der Habsburger.